# Štírovka

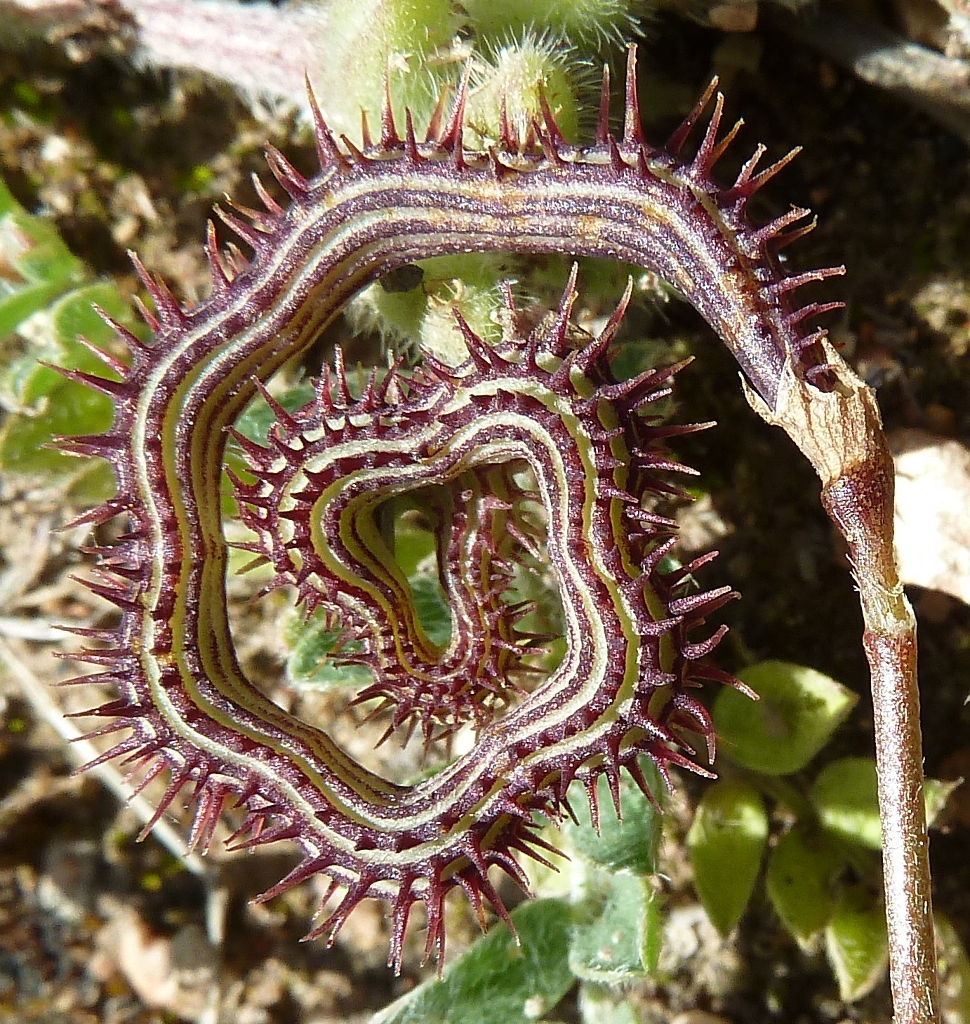
Plody štírovky měkkoostenné

Štírovka (Scorpiurus) je rod rostlin z čeledi bobovité. Jsou to jednoleté byliny s jednoduchými listy a žlutými květy. Rostou ve Středomoří a jihozápadní Asii. V České republice se objevuje vzácně zavlékaná štírovka měkkoostenná.

## Popis
Štírovky jsou jednoleté byliny s celistvými listy. Palisty jsou srostlé s řapíkem. Květy jsou světle žluté, v dlouze stopkatých řídkých okolících vyrůstajících z úžlabí listu. Kalich je zvonkovitý. Tyčinek je 10 a jsou dvoubratré. Semeník je přisedlý, s mnoha vajíčky a zahnutou čnělkou nesoucí kulovitou bliznu. Plody jsou spirálně stočené nepukavé lusky.

## Rozšíření
Rod štírovka zahrnuje pouze 2 až 4 druhy. Je rozšířen v jižní Evropě, západní a jihozápadní Asii a severní a severovýchodní Africe.
V České republice se žádný druh trvale nevyskytuje, vzácně je sem zavlékána štírovka měkkoostenná (Scorpiurus muricatus).
V celé Evropě se vyskytují dva druhy štírovky. Štírovka měkkoostenná je rozšířena v téměř celém Středomoří, štírovka Scorpiurus vermiculatus pouze v jeho západní polovině.

## Zástupci
- štírovka měkkoostenná (Scorpiurus muricatus)